# العلاقات الإسواتينية الأيرلندية
العلاقات الإسواتينية الأيرلندية هي العلاقات الثنائية التي تجمع بين إسواتيني وجمهورية أيرلندا.

## مقارنة بين البلدين
هذه مقارنة عامة ومرجعية للدولتين:
| وجه المقارنة                                              | إسواتيني                                   | جمهورية أيرلندا                                       |
| --------------------------------------------------------- | ------------------------------------------ | ----------------------------------------------------- |
| المساحة (كم2)                                             | 17.36 ألف                                  | 70.27 ألف                                             |
| عدد السكان (نسمة)                                         | 1.37 مليون                                 | 4.76 مليون                                            |
| الكثافة السكانية (ن./كم²)                                 | 78.92                                      | 67.74                                                 |
| العاصمة                                                   | لوبامبا، مبابان                            | دبلن                                                  |
| اللغة الرسمية                                             | لغة إنجليزية، لغة سوازي                    | اللغة الأيرلندية، لغة إنجليزية، الإنجليزية الأيرلندية |
| العملة                                                    | ليلانغيني سوازيلندي                        | جنيه أيرلندي، يورو، عملات اليورو الأيرلندية           |
| الناتج المحلي الإجمالي (بليون دولار)                      | 4.41 مليار                                 | 333.73 مليار                                          |
| الناتج المحلي الإجمالي (تعادل القوة الشرائية) بليون دولار | 11.13 مليار                                | 318.16 مليار                                          |
| الناتج المحلي الإجمالي الاسمي للفرد دولار أمريكي          | 3.20 ألف                                   | 61.13 ألف                                             |
| الناتج المحلي الإجمالي للفرد دولار أمريكي                 | 8.29 ألف                                   |                                                       |
| مؤشر التنمية البشرية                                      | 0.531                                      | 0.916                                                 |
| رمز المكالمات الدولي                                      | +268                                       | +353                                                  |
| رمز الإنترنت                                              | .sz                                        | .ie                                                   |
| المنطقة الزمنية                                           | التوقيت القياسي لجنوب أفريقيا، ت ع م+02:00 | 00، ت ع م+01:00، أوروبا/دبلن ‏                         |

## منظمات دولية مشتركة
يشترك البلدان في عضوية مجموعة من المنظمات الدولية، منها:
| علم المنظمة | اسم المنظمة                               | تاريخ انضمام إسواتيني | تاريخ انضمام جمهورية أيرلندا |
| ----------- | ----------------------------------------- | --------------------- | ---------------------------- |
|             | مؤسسة التنمية الدولية                     | 22 سبتمبر 1969        | 22 ديسمبر 1960               |
|             | يونسكو                                    | 25 يناير 1978         | 3 أكتوبر 1961                |
|             | وكالة ضمان الاستثمار متعدد الأطراف        | 18 أبريل 1990         | 27 أكتوبر 1989               |
|             | الأمم المتحدة                             | 24 سبتمبر 1968        | 14 ديسمبر 1955               |
|             | الاتحاد البريدي العالمي                   | ?                     | ?                            |
|             | البنك الدولي للإنشاء والتعمير             | 22 سبتمبر 1969        | 8 أغسطس 1957                 |
|             | الاتحاد الدولي للاتصالات                  | 11 نوفمبر 1970        | 8 ديسمبر 1923                |
|             | منظمة حظر الأسلحة الكيميائية              | ?                     | ?                            |
|             | مؤسسة التمويل الدولية                     | 22 سبتمبر 1969        | 11 سبتمبر 1958               |
|             | المركز الدولي لتسوية المنازعات الاستشارية | 14 يوليو 1971         | 7 مايو 1981                  |
|             | منظمة التجارة العالمية                    | ?                     | ?                            |
|             | منظمة الشرطة الجنائية الدولية             | ?                     | ?                            |

## وصلات خارجية
- موقع وزارة الخارجية الأيرلندية